# Лящук Ольга Григорівна
Ольга Лящук — українська стронгвумен.

## Біографія
Народилася 1 червня 1985 року в м. Донецьк (Україна). Закінчила Донецький державний інститут здоров'я, фізкультури і спорту.
Переїхавши до Києва, закінчила магістратуру Національного університету фізичного виховання і спорту України.

## Досягнення
- Переможиця змагань The Shaw Classic 2023 - Титул Найсильнішої жінки на Землі (м. Лоуленд, США)
- Переможиця змагань SBD Official Strongest Man 2022 - Титул Найсильнішої жінки світу ( м. Дайтона, США)
- Переможиця змагань Clash 91's 2022 (м. Балтимор, США)
- Переможниця змагань Arnold Pro Strongwoman 2020 (м. Коламбус, США)
- Рекордсменка Guinness World Record Book 2019
- Переможниця змагань Arnold Pro Strongwoman 2019 (м. Коламбус, США)
- Переможниця змагань Strongest Woman in the world 2017 Olympia (м. Лас-Вегас, США)
- Чемпіонка світу з Strongwoman (02.11.2014 м. Котка, Фінляндія)
- Чемпіонка кубка Центральної Європи (13.12.2014, м. Тренчін, Словаччина)
- Бронзова призерка чемпіонату Європи з трак-пулу (04.10.2015 м. Хемніц, Німеччина)
- Бронзова призерка «Арнольд класік» (м. Коламбус, штат Огайо, США, 03.03.2016)
- Чемпіонка Європи з становій тязі (м. Лондон, липень 2016)
- Бронзова призерка чемпіонату світу з Strongwoman (м. Донкастер, Англія, 17.09.2015)
- Рекордсменка Guinness World Record Book -2016
- Рекордсменка Національного реєстру рекордів України — 2017
- Учасниця проекту «Половинки» (Новий канал)
- Переможниця юніорської першості України зі стрибків з жердиною. Майстер спорту України
- Переможниця першості Європи з регбі у складі збірної команди України. Майстер спорту України.
- Учасниця Всесвітніх спортивних Ігор — 2009 у складі збірної команди України з перетягування канату (5 місце. м. Каошюнг, Тай-Пей, липень 2009)